# Maria Likarz
Maria Likarz (* 28. März 1893 in Przemyśl; † 10. November 1971 in Rom) verh. Strauss war eine Designerin, Grafikerin und Mitarbeiterin der Wiener Werkstätte.

## Leben und Wirken
Von 1908 bis 1910 ging Likarz zur Kunstschule für Frauen und Mädchen in Wien, wo sie unter anderem eine Schülerin von Otto Friedrich war. Sie machte ein künstlerisches Studium an der Wiener Kunstgewerbeschule bei Josef Hoffmann, Rosalia Rothansl und Anton Kenner von 1910 bis 1914. Bereits während ihres Studiums war sie für die Wiener Werkstätte als Grafikerin tätig. Später war Likarz Lehrerin an der Kunstgewerbeschule Burg Giebichenstein von 1916 bis 1920, wo sie als erstes weibliches Mitglied des Lehrkörpers eine Werkstatt für Emaille-Arbeit aufbaute.
Von 1912 bis 1914 und von 1920 bis zur Auflösung 1931 war sie Mitarbeiterin bei der Wiener Werkstätte, dort war sie hauptsächlich im werbegrafischen Gebiet tätig. Sie entwarf Postkarten, Anzeigen, Plakate, Packpapiere, Papeterien und Marmorpapiere (Tunkpapiere). Später widmete sie sich verstärkt Keramik und Emaille, um sich dann ganz der Mode zuzuwenden. Ihre Arbeiten wurden vielfach in Ausstellungen gezeigt. 
Likarz schuf auch Bühnendekorationen (Stadttheater Halle, 1918) und Wandmalereien (Erholungsräume des Unternehmens Bernhard Altmann in Wien, Siebenbrunnengasse 21, 1928 sowie Chinoiserien im Gelben Saal der Wiener Kaiserbar). Zusammen mit Vally Wieselthier gestaltete sie Reliefs in Oskar Strnads Edelraum der Österreichischen Werkstätten, der 1922 auf der Deutschen Gewerbeschau München zu sehen war.
Seit 1931 arbeitete sie selbständig in Wien. Mit ihrem Ehemann, dem jüdischen Arzt Richard Strauss, emigrierte sie im Jahre 1938 zunächst auf die kroatische Insel Korčula. Danach ging sie nach Rom. Dort war sie hauptsächlich als Keramikerin tätig.

## Ausstellungen
- Modeausstellung 1915[2]
- Kunstschau 1920[2]
- Deutsche Gewerbeschau München 1922[2]
- Ausstellung von Arbeiten des modernen österreichischen Kunsthandwerks 1923[2]
- Ausstellung christlicher Kunst 1925/26[2]
- Exposition Internationale des Arts Décoratifs et Industriels Modernes, Grand Palais Paris 1925[2]
- Den Haag 1927/28[2]
- Werkbundausstellung 1930[2]
- Exposition de la Société des Artistes Décorateurs, Grand Palais Paris 1930